# Liste des plus grandes entreprises britanniques
La liste ci-dessous répertorie les 20 plus grandes entreprises britanniques par chiffre d'affaires selon le Forbes Global 2000. Les chiffres ont été publiés en 2015 et sont indiqués en milliards de dollars américains.

## Classement 2017
| Rang | Entreprise                | Pays                  | Chiffre d'affaires (en milliards de $) | Profit (en milliards de $) | Siège social | Secteur            |
| ---- | ------------------------- | --------------------- | -------------------------------------- | -------------------------- | ------------ | ------------------ |
| 1    | BP                        | Royaume-Uni           | 352,8                                  | 8,5                        | Londres      | Pétrole            |
| 2    | Fiat Chrysler Automobiles | Royaume-Uni Pays-Bas  | 127,5                                  | 0,8                        | Slough       | Automobile         |
| 3    | Tesco                     | Royaume-Uni           | 102,6                                  | 0,3                        | Cheshunt     | Distribution       |
| 4    | Prudential plc            | Royaume-Uni           | 99                                     | 3,6                        | Londres      | Assurance          |
| 5    | Legal & General           | Royaume-Uni           | 85,1                                   | 1,6                        | Londres      | Assurance          |
| 6    | HSBC Holdings             | Royaume-Uni           | 81,1                                   | 13,5                       | Londres      | Banque             |
| 7    | Vodafone                  | Royaume-Uni           | 66,3                                   | 9,2                        | Newbury      | Télécommunications |
| 8    | Lloyds Banking Group      | Royaume-Uni           | 65,6                                   | 1,9                        | Londres      | Banque             |
| 9    | Barclays                  | Royaume-Uni           | 53                                     | -0,3                       | Londres      | Banque             |
| 10   | Aviva                     | Royaume-Uni           | 51,1                                   | 2,6                        | Londres      | Assurance          |
| 11   | SSE                       | Royaume-Uni           | 48,7                                   | 0,3                        | Perth        | Électricité        |
| 12   | Centrica                  | Royaume-Uni           | 48,4                                   | -1,7                       | Windsor      | Energie            |
| 13   | Rio Tinto                 | Royaume-Uni Australie | 47,6                                   | 6,5                        | Londres      | Mine               |
| 14   | Sainsbury's               | Royaume-Uni           | 39,6                                   | 0,1                        | Londres      | Distribution       |
| 15   | GlaxoSmithKline           | Royaume-Uni           | 37,9                                   | 4,5                        | Brentford    | Pharmaceutique     |
| 16   | RBS                       | Royaume-Uni           | 35,6                                   | -4,6                       | Edinburgh    | Banque             |
| 17   | BT Group                  | Royaume-Uni           | 29,6                                   | 3,3                        | Londres      | Télécommunications |
| 18   | Compass Group             | Royaume-Uni           | 28,3                                   | 1,4                        | Chertsey     | Restauration       |
| 19   | Morrisons                 | Royaume-Uni           | 27,5                                   | -1,2                       | Bradford     | Distribution       |
| 20   | Standard Life             | Royaume-Uni           | 27,3                                   | 0,8                        | Edinburgh    | Assurance          |